# Ditassa banksii
Ditassa banksii là một loài thực vật có hoa trong họ La bố ma. Loài này được Schult. mô tả khoa học đầu tiên năm 1820.